# Fallugia
Fallugia es un género de plantas con flores con dos especies, perteneciente a la familia  (Rosaceae). Nativo del desierto del sur de California hasta Texas. 
Es un arbusto perenne o caduco (dependiendo del grado de humedad) que alcanza los 130 cm de altura. Las flores son de color blanco con cinco pétalos.

## Taxonomía
Fallugia fue descrita por Stephan Ladislaus Endlicher y publicado en Genera Plantarum 16: 1246, en el año 1840. La especie tipo es: Fallugia paradoxa (D.Don) Endl. ex Torr.

## Especies
- Fallugia acuminata
- Fallugia paradoxa